# Capendu
Capendu é uma comuna francesa na região administrativa de Occitânia, no departamento de Aude. Estende-se por uma área de 15,12 km². Em 2010 a comuna tinha 1 514 habitantes (densidade: 100,1 hab./km²).